# Štubik
Štubik (cyr. Штубик) – wieś w Serbii, w okręgu borskim, w gminie Negotin. W 2011 roku liczyła 874 mieszkańców.